# Naima Fehrenbacher
Naima Fehrenbacher (* 23. August 1989 in Freiburg im Breisgau) ist eine deutsche Schauspielerin.
Fehrenbacher wuchs als Einzelkind auf. Sie studierte Schauspiel im englischen Telford und in Berlin und wirkte seitdem in zahlreichen Kurzfilmen und Fernsehproduktionen mit. In der RTL-Serie Alles was zählt spielte sie von Folge 2044 bis 2111 die Hauptrolle der Larissa Schuhmann. 2014 stand sie neben Ulrike Folkerts und Peter Sattmann für den Ludwigshafener Tatort Roomservice und den Fernsehfilm Leberkäseland nach dem Roman von Lale Akgün vor der Kamera. 2015 war sie in einer Folge der Krimi-Serie Letzte Spur Berlin im ZDF und mehreren Episoden der Familienserie Dahoam is dahoam zu sehen.

## Filmografie (Auswahl)
- 2008: Unschuldig (TV-Serie)
- 2011: Video Art Manual
- 2011: L’Amur
- 2013: Dina Foxx – Tödlicher Kontakt
- 2013: Manou
- 2014: Leberkäseland
- 2014–2015: Alles was zählt
- 2015: Tatort – Roomservice
- 2015: Letzte Spur Berlin
- 2015: Dahoam is dahoam